# 勒文施泰因-韋爾特海姆

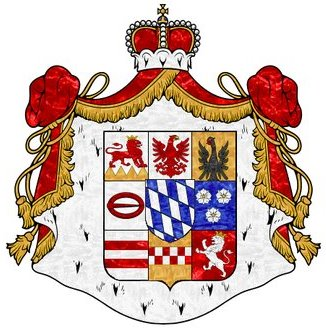
徽章

勒文施泰因-韋爾特海姆（Löwenstein-Wertheim）是神聖羅馬帝國的一個邦國，由同名的家族統治，存在於1494年至1806年。
勒文施泰因-韋爾特海姆家族的始祖是路德維希一世，普法爾茨選侯腓特烈一世的庶子。1611年，分裂為勒文施泰因-韋爾特海姆-維爾訥堡與勒文施泰因-韋爾特海姆-羅什福爾。1806年失去領地，但家族成員仍持有頭銜至1918年。

## 勒文施泰因-韋爾特海姆
- 路德維希一世，1494—1523
- 路德維希二世，1523—1536
- 腓特烈一世，1536—1541
- 路德維希三世，1541—1611

## 勒文施泰因-韋爾特海姆-維爾訥堡
- 克里斯托夫·路德維希（路德維希三世長子），1611—1618
- 腓特烈·路德維希，1618—1657
- 腓特烈·埃伯哈德，1657—1683
- 海因里希·腓特烈，1683—1721
- 約翰·路德維希，1721—1790
- 約翰·卡爾，1790—1812，晉升為勒文施泰因-韋爾特海姆-弗羅伊登貝格親王

### 勒文施泰因-韋爾特海姆-弗羅伊登貝格
- 約翰·卡爾，1812—1816
- 格奧爾格，1816—1855
- 阿道夫，1855—1861
- 威廉，1861—1887
- 恩斯特，1887—1918

## 勒文施泰因-韋爾特海姆-羅什福爾
- 約翰·迪特里希（路德維希三世幼子），1611—1644
- 斐迪南·卡爾，1644—1672
- 馬克西米利安·卡爾，1672—1718（1712年晉升為親王）
- 多米尼克·馬爾夸，1718—1735
- 卡爾·托馬斯，1735—1789
- 多米尼克·康斯坦丁，1789—1803

### 勒文施泰因-韋爾特海姆-羅森貝格
- 多米尼克·康斯坦丁，1803—1814
- 卡爾·托馬斯，1814—1849
- 卡爾，1849—1908
- 阿洛伊斯，1908—1918